# Instrument de teclat

Diposició d'un teclat musical típic de tres octaves

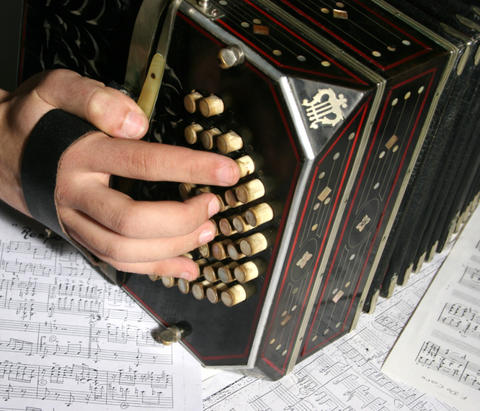
Bandoneó

Un instrument de teclat és un instrument musical dotat d'un o més teclats que han de ser accionats per tal que l'instrument soni. Des del punt de vista de l'anomenat sistema Hornbostel-Sachs, aquesta tipologia inclou instruments de corda percudida com el piano i el clavicordi, de corda polsada com el clavicèmbal, l'espineta o el virginal, de vent com l'orgue, l'harmònium, l'acordió (i altres instruments derivats com el bandoneó) o la melòdica, o fins i tot instruments electròfons com els teclats electrònics, però aquesta classificació té ple sentit en la mesura en què una mateixa tècnica d'execució o tècniques relativament semblants serveixen per tocar instruments diversos.

## Mecanisme
Un teclat musical és el conjunt de palanques abatibles adjacents, anomenades tecles, en un instrument musical, especialment el piano.
Els teclats típics contenen tecles per tocar les dotze notes de l'escala musical occidental, amb una combinació de tecles més grans i més llargues, normalment blanques (dites ungles), i tecles més petites i més curtes, normalment negres. Aquesta combinació de tecles blanques i negres es repeteix a l'interval d'una octava.
Al pitjar una tecla d'un instrument de teclat l'instrument sonarà mecànicament percudint una corda (piano); puntejant-la (clavecí, clavicordi); provocant l'entrada d'aire per fluir a través d'una tub (orgue); o picant una campana (carilló). En els teclats elèctrics i electrònics (orgue Hammond, piano digital, sintetitzador), al pitjar una tecla es connecta un circuit.
Com que l'instrument de teclat més comú és el piano, es coneix aquest tipus de teclat com a "teclat de piano".
A més d'aquest tipus de teclats, anomenats manuals, les tecles també poden ser accionades amb els peus (pedals de l'orgue o pedaler), o amb els punys (carilló).